# Peugeot VLV
Der Peugeot VLV ist ein Automodell des französischen Automobilherstellers Peugeot, von dem von 1941 bis 1945 genau 377 Exemplare produziert wurden.
Die Fahrzeuge besaßen einen Elektromotor im Heck, der die Hinterräder antrieb. Der Motor leistete 1,3 PS, kurzzeitig auch maximal 3,5 PS und beschleunigte das Fahrzeug auf bis zu 30 km/h. Der Elektroantrieb sollte der Rationierung des Treibstoffs durch die deutschen Besatzer abhelfen.
Zur Stromversorgung dienten vier in Reihe geschaltete 12-Volt-Batterien. Die Reichweite betrug bis zu 80 km. Mittels eines mitgelieferten Ladegerätes konnte der VLV an jeder Steckdose aufgeladen werden.
Bei einem Radstand von 179 cm und einer Spurbreite von 105 cm vorne bzw. 33,5 cm hinten betrug die Fahrzeuglänge 267 cm, die Fahrzeugbreite 121 cm und die Fahrzeughöhe 127 cm.
VLV bedeutet Voiture Légère de Ville (leichtes Stadtfahrzeug).